# Fagerhaug Station
Fagerhaug Station (Fagerhaug stasjon) er en tidligere jernbanestation på Dovrebanen, der ligger i Oppdal kommune i Norge.
Stationen åbnede 20. september 1921, da banen blev forlænget fra Dombås til Støren. Før åbningen var det planen at kalde stationen for Stuehaug, men det blev Fagerhaug. Stationen blev fjernstyret 24. juni 1968 og gjort ubemandet 1. juli samme år. Betjeningen med persontog ophørte 30. maj 1965 men blev genoptaget fra 29. august 1993 til 11. juni 2000. Derefter har den tidligere station fungeret som fjernstyret krydsningsspor.
Stationsbygningen, der er i rødmalet træ, blev opført til åbningen efter tegninger af Gudmund Hoel og Jens Flor.